# Bolsa de suicidio
La bolsa o capucha de suicidio es un dispositivo de suicidio que consiste en una bolsa de plástico de tamaño suficiente y con un cordón, utilizada para suicidarse mediante asfixia por inhalación de un gas inerte. 
En una situación de asfixia normal, el cuerpo no puede exhalar el exceso de CO2 que hay en el sistema. Este exceso provoca la respuesta hipercápnica, que es lo que genera una sobrecogedora sensación de pánico que nos urge a respirar. Se suele inhalar un gas como el helio o el nitrógeno en estos dispositivos, porque pese a estar privando al cuerpo de oxígeno, la persona exhala CO2 de forma natural y, por lo tanto, no se produce ningún pánico. En estas circunstancias, la muerte es pacífica con alguna posible sensación de euforia debido a la hipoxia hipocápnica descrita. Este método también hace que la causa de la muerte sea difícil de rastrear si la bolsa y el tubo que insufla el gas se retiran antes de que se informe de la muerte.
Las bolsas de suicidio comenzaron a usarse en la década de 1990 en América del Norte.

## Historia
Los suicidios por asfixia, tanto asistidos como autoadministrados usando una bolsa de plástico con helio se conocen desde la década de 1990. Desde el año 2000 existen guías en internet, tanto en vídeo como escritas, por lo que la frecuencia de los suicidios por este método aumentó durante varios años.
El método de la bolsa de suicidio con gas inerte fue originalmente desarrollado por John Hofsess y el grupo NuTech, compuesto por Hofsess, Derek Humphry y algunos ingenieros y físicos.
En el libro “Final Exit” de Derek Humphry, la bolsa de suicidio se describe como una bolsa de plástico grande con una tira de velcro ajustable alrededor del cuello. Su uso con gases inertes se mencionó en Supplement to Final Exit en el año 2000.
El grupo a favor de la eutanasia “Exit Australia” distribuyó una versión manufacturada de la bolsa en Australia en 2002 que alarmó al gobierno de entonces y los grupos provida. La sección australiana “Right to Life” expresó su preocupación de que estas serían usadas por personas vulnerables.
En 2007 “The Vancouver Sun” citó a Russel Ogden, criminólogo canadiense y defensor del derecho a la eutanasia, quien dijo que la combinación de una bolsa de suicidio con helio era un método de elección dentro del derecho a la muerte voluntaria para personas con enfermedades terminales y que su promoción no parecía causar un incremento en el número de suicidios. Aun así, dijo que no había modo de saber si el método estaba siendo usado por personas con enfermedades terminales o con enfermedades mentales.
En 2008, Ludwig Minelli, fundador de Dignitas, grabó a cuatro personas suicidándose mediante la inhalación de helio. Consecuentemente, el método ha ido ganando partidarios tanto en Estados Unidos como en Europa como una forma de morir segura, rápida e indolora.
En 2009, Philip Nitschke, fundador de la organización de la eutanasia voluntaria “Exit International”, escribió en un boletín de noticias que el nitrógeno tenía un menor riesgo que el helio de una reacción adversa por el cuerpo y es también más accesible que el helio en Australia y Nueva 
Zelanda. La organización de Nitschke vende kits de suicidio que contienen tanques de nitrógeno y reguladores por 690 dólares australianos. Él fomenta el uso de nitrógeno con bolsas de suicidio guiándose de explicaciones y grabaciones explicativas, como en Doing it with Betty, en que una mujer de avanzada edad describe como fabricar una bolsa de suicidio de plástico y con material publicado como manuales . Nitschke llama la muerte mediante este método una “muerte hipóxica”, y la compara a la neumonía, la “amiga de la persona envejecida”, donde la hipoxia ocurre porque la inflamación neumónica detiene a los pulmones de extraer suficiente oxígeno del aire y “suele dar lugar a una muerte tranquila”.
En 2015, el autor partidario de la eutanasia Derek Humphry informó que Worthington Industries, el mayor fabricante mundial de cartuchos de helio desechables, anunció que sus cartuchos solo garantizarían un 80 % de helio, haciéndolos inapropiados para utilizarlos en una bolsa de suicidio. 
El psiquiatra holandés, Boudewijn Chabot, en su libro de 2015 "Dignified Dying", califica este método complementado con gas inerte como “rápido, indoloro y seguro”.

## Legalidad
No es ilegal poseer una bolsa de suicidio en ninguna jurisdicción.
Vender bolsas de suicidio está prohibido en algunos lugares. En 2011, el FBI hizo una redada en un pequeño negocio de pedida por correo de este kit de suicidio, el cual cerró tras esto. En julio de 2011, esta redada causó que Oregón fuera el primer estado de EE. UU. en prohibir legalmente la distribución de estos equipos que contenían este método para el suicidio.
Los partidarios del derecho a la eutanasia en Canadá dejaron de enviar bolsas del suicidio hacia Australia en 2001, cuando el gobierno australiano anunció que evaluarían su importación. En 2002, la Policía de Queensland en Australia dijo que estas bolsas no incumplían la ley y el gobierno federal australiano dijo que investigaría si ilegalizarlas. El grupo “Exit Australia” repartió las bolsas si se pedían; poniendo etiquetas en ellas, llamándolas “exit bags” (bolsas de salida) sin incluir instrucciones para su uso para evitar la ley australiana en contra del suicidio asistido.

## Investigación médica y científica
Los suicidios utilizando bolsas o máscaras y gases están bien documentados en la literatura.
Las bolsas de suicidio también han sido utilizadas con gases no inertes con varios inconvenientes. Ejemplos de otros gases son el propano-butano y el gas natural. Aunque el uso de estos gases provocan Taquicardia e Hiperventilación durante el proceso de asfixia.
La bolsa de suicidio junto con un gas inerte no producen hallazgos macroscópicos ni microscópicos. La investigación forense de la muerte cuando se comete el suicidio de esta manera pueden ser problemáticas, especialmente si el aparato es retirado por alguien tras la muerte. Las petequias, usualmente consideradas como una seña de asfixia, solo están presentes en un 3% de los casos. Un investigador forense, llamado Frost, informó que de dos casos de muerte por este método unido a la inhalación de un gas inerte, uno de ellos tenía “petequias bilaterales en los párpados y altas cantidades de contenido gástrico en las vías respiratorias, descubrimientos que desafían lo asumido anteriormente sobre que la muerte mediante este método sea indolora y sin necesidad de aire, como se asegura en el libro Final Exit (Salida final). Un estudio de revisión de Ely y Hirsch (2000) concluyó que la petequia conjuntival y facial son la consecuencia de fenómenos vasculares puramente mecánicos, no relacionados con la asfixia o la hipoxia, y no ocurren si las ataduras no se encuentran alrededor del cuello. Ambos autores escribieron:
A menos que la bolsa esté atada alrededor del cuello con una ligadura lo suficientemente 	tensa para obstruir la sangre que vuelve de la cara y la cabeza, en nuestra experiencia, esas 	personas nunca presentan petequia facial ni conjuntiva. Las personas con tensas ataduras 	alrededor del cuello son reconocidas instantáneamente por la plétora facial y numerosas 	petequias. Somos conscientes de que algunos observadores pueden haber visto una petequia 	ocasional en ejemplos poco comunes del suicidio mediante este método. Aun así, no hemos 	visto descripciones detalladas de dichas observaciones que permitan a otra persona evaluar 	las variables que pueden haber producido una única petequia aislada en una víctima poco 	frecuente. Inversamente, en Nueva York, una media de aproximadamente 15 personas por 	año se suicidan mediante la bolsa de suicidio, y nunca hemos observado una petequia en 	alguien que no haya atado tensamente la bolsa alrededor de su cuello.
— Ely SF, Hirsch CS, “Asphyxial deaths and petechiae: a review”. (“Muertes por asfixia y petequias: una revisión”). J. Forensic Sci, (2000).
También hay casos documentados en los que se usó la bolsa de suicidio los cuales fracasaron. Un informe sobre casos en 2015 argumentó sobre los riesgos de los fracasos asociados al suicidio mediante este método. Los autores escribieron: “Si el proceso es interrumpido por alguien, no hay gas o el tubo sale fuera de la bolsa, hay un alto riesgo de grave hipoxia del sistema nervioso central” "

## Bioética
Russel Ogden (2002) dijo que la existencia de como la literatura relacionada con la bolsa de suicidio ha sido “mostrada para influir en la elección del método para el suicidio pero no para la tasa de suicidio total, y que una emergente contracultura de los proveedores de estos métodos para el suicidio, actuando fuera de el tradicional campo médico-legal de los cuidados sanitarios, estaba situando la muerte asistida fuera del normativo alcance de la medicina”. En 2010, Ogden y sus compañeros observaron cuatro casos sobre el suicidio asistido con helio entregado mediante máscara facial. Los autores escribieron que este método podría jugar un papel en “desmedicalizar el suicidio asistido”. Ogden ve la bolsa junto con el gas inerte como “la forma más rápida de morir; usada correctamente, estás inconsciente tras la segunda respiración y muerto en unos diez minutos”.
El psicólogo clínico Philip Kleespies dijo que el trabajo de Ogden pone atención sobre alguno de los riesgos asociados al suicidio asistido encubierto utilizando métodos no regulados como las bolsa de suicidio junto con un gas inerte.
En desacuerdo con Ogden y otros defensores del derecho al suicidio que califican al método de “rápido, altamente letal e indoloro”, Kleespies siente que es una indigna, impersonal y “apresurada” forma de morir.
Un estudio plantea el dilema para médicos eticistas y el público general que “también pueda querer medir las involuntarias consecuencias adversas de los ampliamente diseminados métodos de suicidio que atraen, usualmente, a algunas personas deprimidas (independientemente de su estado de salud o edad) en contra del beneficio putativo asociado con hacer que estos métodos sean más conocidos y tengan más disponibilidad”.

## Características de los usuarios
Los promotores de este método de suicidio lo recomiendan a pacientes terminalmente enfermos. Sin embargo, alrededor del mundo, la mayoría de las personas que usan las bolsas de suicidio tienen buena salud física. En vez de tener un cáncer incurable o cualquier otra enfermedad física que amenace la vida, la mayoría de los usuarios tienen enfermedades mentales o problemas relacionados con el abuso de algunas sustancias que puedan haber sido recetadas mediante tratamiento médico o psiquiátrico. La demografía de los usuarios varía; en una encuesta, el método había sido utilizado mayormente por personas de mediana edad con mala salud, que fueron atraídos por la relativa no violencia del método.
Este método de suicidio también es típicamente usado por más jóvenes o adultos de mediana edad, y no por la tercera edad. En Estados Unidos, es comúnmente elegido por hombres blancos de origen no hispánico antes que mujeres o personas de otras etnias.